# Distretto di Jung (Seul)
Jung (중구?, 中區?) è uno dei 25 gu (distretti) della città di Seul, Corea del Sud. Si trova a nord del fiume Han, ed è il centro storico della città.

## Panoramica
Situata nel cuore di Seul, Jung è un'area al contempo antica e moderna. Qui si trovano numerosi centri commerciali e department store, così come centri di tradizione, com il Deoksugung e il Namdaemun.
Altri luoghi di interesse sono la Cattedrale di Myeongdong, la N Seoul Tower e il torrente Cheonggyecheon, riportato alla luce dopo essere stato interrato negli anni '80.

## Attrazioni
- Global Village Folk Museum - Il Museo folcloristico del Villaggio Globale
- Seoul Museum of Arts - Museo d'Arti di Seul
- Bank of Korea Museum - Il Museo della Banca di Corea

## Amministrazione

### Gemellaggi
- Parramatta - Nuovo Galles del Sud, Australia
- Hunchun - Cina
- Distretto di Xicheng - Cina